# كانديس إف. رانسوم
كانديس إف. رانسوم (بالإنجليزية: Candice F. Ransom)‏ هي كاتِبة وكاتبة للأطفال أمريكية، ولدت في 10 يوليو 1952.